# Edson Araújo
Edson Araújo est un footballeur brésilien né le 26 juillet 1980.